# Ramljani
Ramljani falu Horvátországban Lika-Zengg megyében. Közigazgatásilag Otocsánhoz tartozik.

## Fekvése
Zenggtől légvonalban 47 km-re, közúton 65 km-re délkeletre, Gospićtól légvonalban 25 km-re, közúton 32 km-re északra, községközpontjától 19 km-re délkeletre, a Gacka völgyének délkeleti szegélye felett, a Kis-Kapela és a Velebit-hegység között fekszik. Közelében hala el az 50-es számú főút és az A1-es autópálya. Tíz településrészből áll. Karsztos, sziklás fennsík kisebb művelhető területekkel.

## Története
A középkorban a 13. század során a Gusić család birtokaként „Ravnice” vagy „Ravnjane” néven említik. A 16. században lakossága elmenekült a török támadások elől és sokáig lakatlan terület volt. A 17. század végén török veszély elmúltával Lika más vidékeiről, a tengerpart felől és a bunyevácok lakta vidékekről új telepesek érkeztek. A betelepülők katonai szolgálatot láttak el és az otocsáni ezredhez tartoztak, melynek a szomszédos Sinacon a századparancsnoksága. 1712-ben felépítették Szent Mihály tiszteletére szentelt templomát. 1807-ben önálló plébánia lett, temploma pedig plébániatemplom rangjára emelkedett. A plébániaházat 1840-ben építették. 1851-ben a ramljaniak bővítették és megújították templomukat. A falunak 1857-ben 864, 1910-ben 1096 lakosa volt. A trianoni békeszerződésig Lika-Korbava vármegye Otocsáni járásához tartozott. Ezt követően előbb a Szerb–Horvát–Szlovén Királyság, majd Jugoszlávia része lett. A második világháború után lakossága egyre csökkent. Sokan az ország nagyobb településeire, főként Otocsánra költöztek, de még többen vándoroltak ki Ausztráliába, Amerikába és Európa nyugati országaiba. 1991-ben a független Horvátország része lett. 1991. augusztus 14-én a horvát erők sikeresen elfoglalták a hadsereg itteni laktanyáját. A honvédő háború idején Vrhovine, Turjanski és Kozjan irányából többször támadták a szerb csapatok, de a 111. és 133. brigád harcosai a Gacka völggyel együtt sikeresen védték a települést. A plébániatemplom könnyebben sérült meg, melyet mára már kijavítottak. A falunak 2011-ben már csak 169 lakosa volt.

## Lakosság
| Lakosság változása | Lakosság változása | Lakosság változása | Lakosság változása | Lakosság változása | Lakosság változása | Lakosság változása | Lakosság változása | Lakosság változása | Lakosság változása | Lakosság változása | Lakosság változása | Lakosság változása | Lakosság változása | Lakosság változása | Lakosság változása |
| ------------------ | ------------------ | ------------------ | ------------------ | ------------------ | ------------------ | ------------------ | ------------------ | ------------------ | ------------------ | ------------------ | ------------------ | ------------------ | ------------------ | ------------------ | ------------------ |
| 1857               | 1869               | 1880               | 1890               | 1900               | 1910               | 1921               | 1931               | 1948               | 1953               | 1961               | 1971               | 1981               | 1991               | 2001               | 2011               |
| 864                | 766                | 837                | 891                | 1.043              | 1.096              | 1.134              | 1.088              | 998                | 902                | 777                | 637                | 499                | 368                | 212                | 169                |

## Nevezetességei
Mihály arkangyal tiszteletére szentelt plébániatemplomát 1712-ben építették, 1851-ben bővítették és megújították. A honvédő háborúban a közelében becsapódott gránátoktól tetőszerkezete és belseje kisebb károkat szenvedett. 2003-2004-ben teljesen felújították. Egyhajós épület, harangtornya a homlokzat előtt áll, a bejárat rajta keresztül nyílik. Barokk oltárai vannak.